# زاكنون
 زاكنون  (Zaknoun) قرية من قرى بلدية واسيف (آث واسيف بالقبائلية), ولاية تيزي وزو.